# Delta Cygni
Delta Cygni (δ Cyg, förkortat Delta Cyg, δ Cyg)  som är stjärnans Bayerbeteckning, är en trippelstjärna belägen i den västra delen av stjärnbilden Svanen. Den har en kombinerad skenbar magnitud på 2,87 och är synlig för blotta ögat. Baserat på parallaxmätning inom Hipparcosuppdraget på ca 19,8 mas, beräknas den befinna sig på ett avstånd på omkring 165 ljusår (ca 51 parsek) från solen.

## Nomenklatur
Delta Cygni tillhörde den arabiska asterismen al-Fawāris ( الفوارس ), som betyder "ryttarna" på inhemsk arabiska, och utgjorde tillsammans med ζ, ε och γ Cyg, den tvärgående armen av norra korset.

## Egenskaper
Primärstjärnan Delta Cygni A är en blå till vit jättestjärna av spektralklass B9 III. Den närmar sig slutet av huvudseriestadiet och har en uppskattad massa som är ca 2,9 gånger större än solens massa, en radie som är ca 5,1 gånger större än solens och utsänder från dess fotosfär ca 155 gånger mera energi än solen vid en effektiv temperatur på ca 10 150 K.
Liksom många andra heta stjärnor, roterar den snabbt med rotationshastighet på åtminstone 135 km/s vid ekvatorn, ungefär 60 gånger snabbare än solen. Dess nära följeslagare, Delta Cygni B, är en gulvit stjärna av spektralklass F med skenbar magnitud 6,33, en ljusstyrka omkring 6 gånger större och en massa omkring 1,5 gånger större än solens. Den mycket mer avlägsna andra följeslagaren, Delta Cygni C, är en orange stjärna av tolfte magnituden, som bara är 38 procent ljusare än solen, och har bara 70 procent av solens massa.

## Polstjärnan
Delta Cygni kommer under minst fyra århundraden omkring år 11 250 inta Polstjärnans position. Det är en av åtta ljusa stjärnor på norra halvklotet som spelar Polstjärnans roll under jordens 26 000-åriga precessionscykel.
De övriga sju stjärnorna är 
- Tau Herculis (i Herkules),
- Vega (stjärna) (i Lyran),
- Alderamin (i Cepheus),
- Gamma Cephei (i Cepheus),
- Polstjärnan (i Lilla björnen),
- Kappa Draconis (iDraken), och
- Alpha Draconis (i Draken).